# André-Patient Bokiba
Pour les articles homonymes, voir Bemba.
André-Patient Bokiba, est un écrivain congolais, enseignant-chercheur à l'Université Marien Ngouabi et Docteur en littérature à l'Université de Paris-III Sorbonne nouvelle. 

## Biographie
André-Patient Bokiba, est un écrivain congolais, enseignant-chercheur à l'Université Marien Ngouabi et Docteur en littérature à l'Université de Paris-III Sorbonne nouvelle. Ancien conseiller du président de la République pour la culture entre 1992 et 1995, puis haut-commissaire à la réforme du système éducatif jusqu'en 1997.

## Œuvres
André-Patient Bokiba est l’auteur de plusieurs ouvrages majeurs portant sur la littérature africaine francophone et la critique littéraire, parmi lesquels :
- Écriture et identité dans la littérature africaine (1999)

- Le Siècle Senghor (2001)

- Le Paratexte dans la littérature africaine francophone (2006)

- Henri Lopes, une écriture d’enracinement et d’universalité (2002, codirection)

- Sylvain Bemba, l’Écrivain, le Journaliste, le Musicien (1997, codirection)

- Makalamba (2006, édition bilingue lingala-français)

Ses travaux sont reconnus pour leur analyse approfondie des discours préfaciers et du paratexte dans la littérature africaine, mettant en lumière la manière dont cette littérature se construit et se commente elle-même.

### Distinctions
En 2011, André-Patient Bokiba a été fait chevalier dans l’Ordre de la Légion d’honneur par le président français Nicolas Sarkozy, en reconnaissance de sa contribution à la promotion de la langue française et de la littérature francophone en Afrique.

## Héritage et hommage
Après sa retraite en 2014, la faculté des lettres, des Arts et des sciences humaines (FLASH) de l’Université Marien Ngouabi a organisé des mélanges en son honneur, soulignant son apport à la recherche et à l’enseignement des littératures francophones et africaines.